# Боровые (Мядельский район)
Боровы́е (бел. Баравы́я) — деревня в Мядельском районе Минской области Беларуси. Входит в состав Нарочского сельсовета.

## География
Деревня находится в 145 километрах от Минска и в 10 километрах от поселка Нарочь.

### Гидрография
Деревня располагается рядом с берегом озера Нарочь.

## История
В 1868 году деревня в Занарочанской волости Свенцянского уезда Виленской губернии, 6 дворов, 76 жителей. В 1904 году насчитывало 88 жителей.
В 1935—1936 гг. сельчане участвовали в Нарочанском выступлении рыбаков.
С 12 октября 1940 года в Шеметовском сельсовете Свирского района Вилейской, с 20 сентября 1944 года Молодечненской областей, с 5 августа 1954 года в Сырмежском сельсовете, с 31 августа 1959 года Мядельского района, с 20 января 1960 года Минской области, с 25 февраля 1971 года в Нарочанском курортно-поселковом Совете.

## Население

### Численность
- 1997 год — 16 жителей, 9 дворов

### Динамика
- 1960 год — 26 жителей
- 1997 год — 16 жителей, 9 дворов

## Инфраструктура
Работает санаторий «Боровые» и детский пульмонологический центр «Боровое».